# In a Reverie
In a Reverie debitantski je studijski album talijanske gothic metal grupe Lacuna Coil. Album je 1999. godine objavila diskografska kuća Century Media Records. 

## Popis pjesama
1. "Circle" – 3:55
2. "Stately Lover" – 4:51
3. "Honeymoon Suite" – 4:31
4. "My Wings" – 3:45
5. "To Myself I Turned" – 4:24
6. "Cold" – 4:18
7. "Reverie" – 6:20
8. "Veins of Glass" – 5:13
9. "Falling Again" – 5:07